# Video TS
Video_TS, o también, VIDEO_TS. consiste en una carpeta en un disco de DVD (DVD-Vídeo). El contenido de esta carpeta es VIDEO_TS.IFO y VIDEO_TS.BUP (información de vídeo y back-up de esta información). Además la información de resolución de fotogramas y de duración del título son VTS_01_0.IFO y VTS_01_0.BUP que permite el inicio del DVD. El archivo que corresponde al Menú de títulos es VTS_01_0.VOB, este último (Video Object) y VTS_01_1.VOB al VTS_01_5.VOB sucesivamente, son los archivos de vídeo de soporte en formato DVD. Sin embargo, los archivos empezados en con la sigla VTS: Video Transporting Stream, Traducido al idioma español es Pasaje consecutivo de vídeo.
Para completar el disco pueden contener: vídeo, lenguajes de audio, subtitulados (texto que añade a la película). El contenido máximo de lenguajes de audio como los subtítulos es de 32 idiomas a la vez.
Hay una alternativa de quitar el Menú principal haciendo una película sin el archivo VTS_01_0.VOB.
De este modo el DVD inicia solo introduciéndolo en la unidad lectora.
Es posible almacenar en DVD hasta 10 objetos de vídeo (Menú principal, VTS_01_1.VOB a VTS_01_9.VOB).
```
 Lista de VIDEO_TS ... Carpeta
 
 VIDEO_TS.IFO ... Información de vídeo.
 VIDEO_TS.BUP ... Back-Up de vídeo.
 VIDEO_TS.VOB ... Software de creación.
 VTS_01_0.IFO ... Información de títulos.
 VTS_01_0.BUP ... Back-Up de títulos.
 VTS_01_0.VOB ... Menú de títulos.
 VTS_01_1.VOB ... Archivo de Vídeo.
 VTS_01_2.VOB ... Archivo de Vídeo.
 VTS_01_3.VOB ... Archivo de Vídeo.
 VTS_01_4.VOB ... Archivo de Vídeo.
 VTS_01_5.VOB ... Archivo de Vídeo.
```

Los archivos de vídeo están comúnmente almacenados ocupando 1 GB por cada objeto y el título
completo son consecutivos entre los archivos de vídeo (.VOB).
En los comienzos de la era del formato de DVD, se utilizaban las extensiones, Subtitulados (.SRT) y Audios (.AC3). A pesar de los antiguos formatos de audios y textos, también era posible utilizar audio en MP1 y el vídeo que siempre se utilizó para DVD es MPEG-2.
Sí los archivos se encuentran desincronizados en (.IFO y .BUP) entre VIDEO_TS y VTS... puede ocurrir que tanto el audio o el texto se muestren de manera tal de que no coincidan con los sonidos de la película o las voces y aparezcan escritos con demora o por adelantado, de acuerdo al momento en que los actores hablan y que el vídeo finalice antes de tiempo o se repita parcialmente.
Las películas que se visualizan en discos de 5 GB. normalmente suelen verse la imagen más oscura en pantallas de LED.